# Horeczky Ferenc
Horkai báró Horeczky Ferenc (Rohó, 1819. augusztus 8. – Pozsony, 1904. június 16.) prépost-kanonok.

## Élete
Horeczky József és gróf Dessewffy Mária fia. Középiskolai és jogi tanulmányait 1829-től 1841-ig a bécsi Theresianumban végezte. Ez időben császári és királyi udvari apród is volt. Növendékpapnak fölvétetvén, a teológiát 1841-től Nagyszombatban hallgatta és 1845. április 3-án pappá szenteltetett föl. Káplán volt Budán a Krisztinavárosban. 1850-ben a koronás arany érdemkeresztet, 1851. szeptember 30-án a csejtei plébániát kapta. 1864. január 10-én pozsonyi kanonokká installáltatott; majd Szent Pálról nevezett préposttá neveztetett ki. A pozsonyvárosi plébániának két ízben is helyettes lelkésze volt. 1882. szeptemberben teológiai tanár az egyháztörténelemből és jogból; 1887-ben mint Gvadányi József rokonát (Gvadányi József férje volt Horeczky Franciskának), Szakolca városa a Gvadányi emléktábla leleplezése alkalmából díszpolgárrá választotta. 1892. decemberben a pápa tiszteletbeli kamarássá nevezte ki.
A Magyar Sionban számos cikket közölt neve alatt vagy Pannonius névvel (1881. B. Labre Benedek élete, Ballerini Antal S. J., 1882. Norvégmissio, 1887. Franzelin biboros, 1890., Milyen halállal mult ki Luther Márton?); a Magyar Koronában (1883. 345., 346. sz. A polgári házasság és a kath. egyházjog); a Pesti Naplóban (1887. 225. sz. Adatok a Gvadányiak történetéhez.)

## Művei
- Neujahrs-Predigt. vorgetragen in der Ofner Christinen-Städter Pfarrkirche zu «Maria Blut» am 1. Jänner 1850, Ofen
- Gvadányi József magyar lovas generális emlékezete. Pozsony, 1887